# Dentimargo cruzmoralai
Dentimargo cruzmoralai is een slakkensoort uit de familie van de Marginellidae. De wetenschappelijke naam van de soort is voor het eerst geldig gepubliceerd in 2000 door Espinosa & Ortea.